# Matar un home
Matar un home (títol original en francès, Tuer un homme) és un telefilm francès dirigida per Isabelle Czajka, basat en un guió de Pierre Chosson i Olivier Gorce. Presentada al Festival de la Ficció de 2016, va guanyar el premi a la millor pel·lícula per a televisió. Es va estrenar en televisió el 27 de gener de 2017 al canal Arte. S'ha doblat al català per a TV3.
El film es va rodar a Erau, principalment a Clarmont d'Erau (l'abril de 2016) i algunes escenes a Sant Geli dau Fesc i al Palau de Justícia de Montpeller.